# Bi Luo Chun
Bi Luo Chun, auch Biluochun (chinesisch 碧螺春, Pinyin Bìluóchūn, Jyutping Bik1lo4ceon1 – „Jadegrüne Schnecke des Frühlings“) ist ein chinesischer Grüntee aus der Stadt Suzhou, die sich in der chinesischen Provinz Jiangsu befindet. Auch bekannt unter dem Namen Pi Lo Chun – veraltet nach Wade-Giles – ist der Tee berühmt für sein zartes Aussehen, den fruchtigen Geschmack, das blumige Aroma und seine auffälligen weißen Härchen. Dieser Tee gehört zu den „zehn bekanntesten Teesorten Chinas“ neben beispielsweise Schwarztees wie Keemun oder Pu-Erh bzw. Grüntees wie Longjing (z. B. vom Xihu / Westsee) oder Maojian (aus Xinyang).

## Bezeichnung
Der Name Bi Luo Chun bedeutet „Jadeschnecke des Frühlings“ (Bìluó bedeutet „jadegrüne Schnecke“ und chūn bedeutet „Frühling“) und beruht auf dem Aussehen des Tees, da er zu kleinen Spiralen gedreht wird und somit dem Aussehen von Schnecken ähnelt. Außerdem wird der Tee im Frühjahr geerntet. Die Teesorte wird im Chinesischen umgangssprachlich auch gern als Fodongxin („Buddhas Herzen sind berührt“) bezeichnet, was sinngemäß etwa mit „selbst Buddha wird schwach“ – bei dem Duft des Tees – zu verstehen ist.

## Geschichte
Der ursprüngliche Name des Tees lautet Xiasha Renxiang. Gemäß der Überlieferung besuchte Kaiser Kangxi während seiner Amtszeit im 38. Regierungsjahr – 1699, zur Zeit der Qing-Dynastie – die Stadt Suzhou. Zu dieser Zeit bezeichneten die Ortsansässigen den Tee als Xia Sha Ren Xiang, was etwa „beängstigender Duft“ bedeutet, da man mit dieser Bezeichnung den außergewöhnlich starken Duft des Tees hervorheben wollte. Kangxi fand die Bezeichnung unschön und entschied, dem grünen Tee einen poetischen, „zivilisierteren“ Namen zu geben.

## Anbau und Ernte

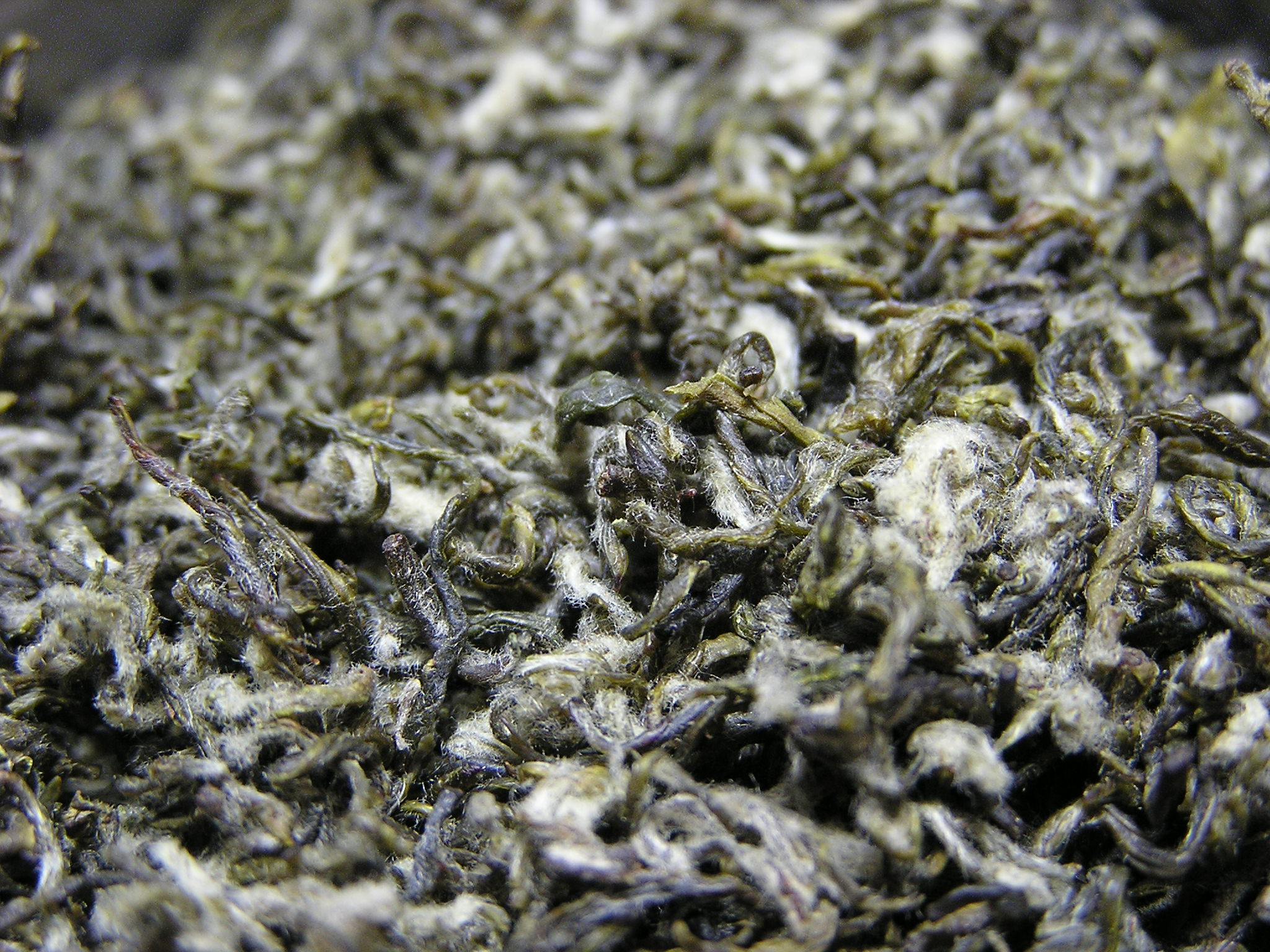
Bi Luo Chun mit sichtbaren weißen Härchen

Das gemäßigte Klima, die feuchte Luft und der leicht saure Boden an den östlichen und westlichen Dongting-Bergen am Tai-Hu-See sind optimal für den Anbau des Bi Luo Chun. Durch die vielen Obstbäume, die zwischen den Teesträuchern vorkommen, enthält der Tee seinen fruchtigen Geschmack und sein blumiges Aroma.
Der Tee wird nur einmal im Jahr geerntet – im Frühling Anfang März bis zum Ende des Frühlings. Der Bi Luo Chun wird am selben Tag von Hand gepflückt, sortiert und geröstet. Es werden nur zarte Knospen mit einem jungen Blatt verwendet. Für ein Kilogramm feinsten Bi Luo Chun werden 14.000 bis 15.000 Knospen benötigt. Bi Luo Chun wird offiziell in sieben Qualitätsklassen unterschieden: Supreme, Supreme I, Grade I, Grade II, Grade III, Chao Qing I und Chao Qing II.

## Zubereitung
Der Tee wird, wie bei grünem Tee üblich, mit ungefähr 80 °C heißem Wasser aufgegossen und etwa drei bis fünf Minuten ziehen gelassen, damit sich ein mildes und sanftes Aroma entfalten kann. Die Blätter erlauben mehrere Aufgüsse.